# Sciara selliformis
Sciara selliformis är en tvåvingeart som beskrevs av Yang, Zhang och Yang 1998. Sciara selliformis ingår i släktet Sciara och familjen sorgmyggor. Inga underarter finns listade i Catalogue of Life.